# Joseph Antoine Risso
Joseph Antoine Risso (Niça, 8 de març de 1777 - 25 de agost de 1845, ibídem) va ser un naturalista franco-italià que fou membre de nombroses societats científiques internacionals, com les de París, Torí, Londres, Bali o Filadèlfia.
Apassionat per la història natural, va seguir els cursos de Giovanni Battista Balbis (1765 - 1831) i entrà als dotze anys com a aprenent en una farmàcia. L'1 d'octubre de 1792, amb la presa de Niça per les tropes franceses, Antoine, amb 15 anys entrà, en qualitat d'aprenent al Laboratori de Farmàcia Química i Galènica dels empresaris Chartroux. Va treballar durant 7 anys en el curs, i com progressà tant ràpidament Augustin Balmossiere-Chartroux li emet un certificat d'avanç, constatant la seua habilitat, assiduïtat i probitat, que li servirà per obtindre l'examen de Farmàcia el 4 de novembre de 1804.

Va treballar a l'Hospital de Niça, i després va ser cap dels jardiners de l'Escola Central dels Alps Marítims el 1801, i posteriorment serà professor de Botànica al Liceu Imperial, actualment "Liceu Masséna", a l'Escola Preparatòria de Medicina. A més, també s'ocupà del jardí botànic de la ciutat.
Va reemplaçar el seu mestre en Farmàcia, Augustin Balmossiere-Chartroux, sent nomenat administrador de parcs i jardins, i conservador i administrador de tres establiments pel prefecte Dubouchage.
El 1810 va publicar un estudi de la fauna de Niça, Ichthyologie de Nice, ampliat ulteriorment (1826) com a Histoire naturelle de l'Europe meridional, on descobreix i classifica una cinquantena d'espècies, a les que els dona noms de cèlebres niçards.

## Alguns llibres
- 1844a. Extracts translated from the natural history of orange trees. Editor print. D. McPhee Lee, 24 pp.
- 1844b. Flore d'Nice: des principals plantes exotiques naturalisées dans ses environs. Editor de la Société typographique, 588 pp.
- 1844c. Nouveau guide du voyageur dans Nice: et notices sud l'histoire civile et naturelle de cette ville. 2a edició de Société typographique, 228 pp.
- 1826 . Histoire naturelle des principals productions de l'Europe meridional et particulièrement de celles des environs de Nice et des Alpes maritime. Vol. 2. Editor FG Levrault, viii + 626 pp. en línia[Enllaç no actiu]
- 1826. Vol. 1: XII + 448 pp. 1 planxa:

- (novembre 1827) vol. 2: VII + 482 pp. 8 pl. (flors)
- (setembre 1827) vol. 3: XVI + 480 pp. 14 pl. (peixos) - (novembre 1826) vol. 4: IV + 439 pp. 12 pl. (mol·luscs)
- (novembre 1827) vol. 5: VIII + 400 pp. 10 pl. (altres invertebrats)
- 1818 . "Memoire sud quelques Gasteropodes nouveaux, Nudibranches et Tectibranches observis dans la Mer de Nice". J. de Physique, de Chimie, d'Histoire Naturelle et des Arts 87 368 -377
- C. C. Emig. 2012. Révision des espèces de brachiopodes décrites par A. Risso. Carnets de Géologie / Notebooks on Geology, Article 2012/02 (CG2012_A02) Arxivat 2020-08-03 a Wayback Machine. en apèndix la bibliografia científica de J. A. Risso

## Honors
Un col·legi, una escola i un bulevard duen el seu nom a Niça.

### Epònims
Espècies animals
- Cap d'olla gris (Grampus griseus): el dofí de Risso en anglès

Espècies vegetals
- (Apiàcia) Bupleurum rissoi (DC.) Risso[2]
- (Ranunculàcies) Anemone rissoana Jord.[3]
- (Rutàcies) Citrus rissoi Risso[4]